# مقياس نيوتن

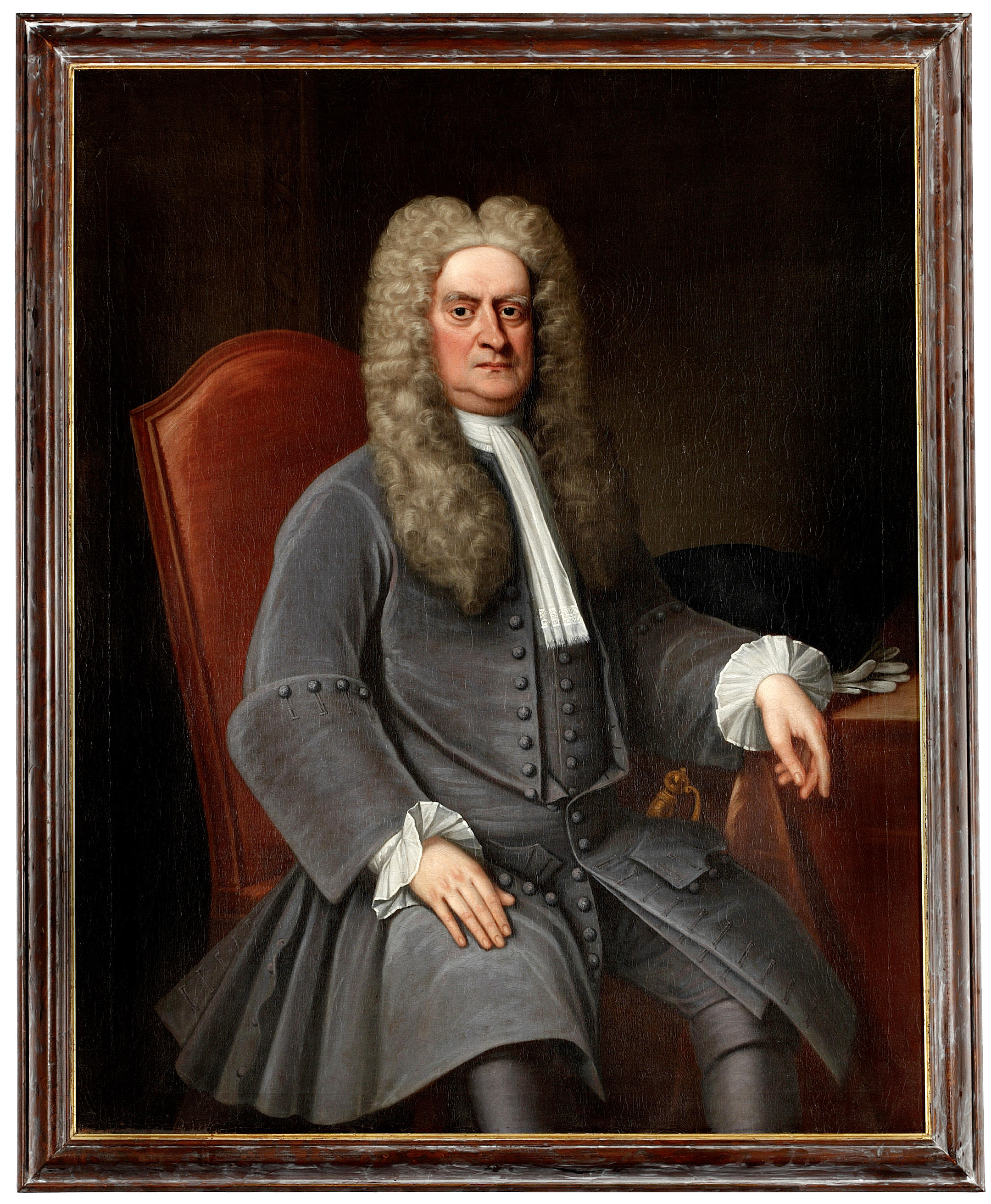

مقياس نيوتن هو مقياس درجة حرارة ابتكره إسحاق نيوتن عام 1701. أطلق على جهازه اسم مقياس الحرارة «الثيرموميتر». يمثل منشور نيوتن المحاولة الأولى لإدخال طريقة موضوعية لقياس درجة الحرارة (إلى جانب مقياس رومر المنشور في نفس الوقت تقريبًا). من المحتمل أن يكون نيوتن قد طور مقياسه للاستخدام العملي بدلاً من الاهتمام النظري بالديناميكا الحرارية. تم تعيين نيوتن حارس لدار سك النقود في عام 1695، ورئيس دار سك النقود في عام 1699، ومن المحتمل أن يكون اهتمامه بنقاط انصهار المعادن مستوحى من واجباته فيما يتعلق بسك العملة الملكية.
استخدم نيوتن زيت بذر الكتان كمادة قياس حراري وقاس تغير حجمه مقابل نقاطه المرجعية.
يمكن استخدام مقياس حرارة بذر الكتان حتى درجة انصهار القصدير. لدرجات حرارة أعلى استخدم نيوتن «قطعة حديد سميكة بدرجة كافية» تم تسخينها حتى تصبح حمراء ثم تُعرض للرياح. على قطعة الحديد هذه تم وضع عينات من المعادن والسبائك، والتي صهرت ثم تجمدت مرة أخرى عند التبريد. ثم حدد نيوتن درجات الحرارة لهذه العينات بناءً على أوقات التصلب، وربط هذا المقياس بمقياس بذر الكتان عن طريق قياس درجة انصهار القصدير في كلا النظامين. قاد نظام القياس الثاني نيوتن إلى اشتقاق قانون انتقال الحرارة بالحمل الحراري، المعروف أيضًا باسم قانون نيوتن للتبريد.
أعطى نيوتن في منشوره 18 نقطة مرجعية (بالإضافة إلى مجموعة من درجات حرارة الهواء الخاصة بالأرصاد الجوية)، والتي قام بتسميتها بنظامين، أحدهما في التقدم الحسابي والآخر في التقدم الهندسي، على النحو التالي:
| 0     |    | حرارة الهواء في الشتاء حيث يبدأ الماء في التجمد. يمكن تحديد هذه النقطة بدقة عن طريق الضغط على مقياس الحرارة في ذوبان الجليد. |
| 0,1,2 |    | مع ارتفاع درجات حرارة الجو في الشتاء                                                                                         |
| 2,3,4 |    | مع ارتفاع درجات حرارة الجو في الربيع والخريف                                                                                 |
| 4,5,6 |    | حرارة الهواء في الصيف |
| 6     |    | الحر في منتصف النهار حوالي شهر تموز                                                                                          |
| 12    | 1  | أعظم حرارة يمتصها مقياس الحرارة عند ملامسته لجسم الإنسان                                                                     |
| 14    | 1¼ | أعظم حرارة للحمام يمكن للمرء أن يتحملها لبعض الوقت عندما يتم غمس اليد فيه ويتم الاحتفاظ بها في حركة مستمرة                   |
| 17    | 1½ | أعظم حرارة للحمام يمكن للمرء أن يتحملها لبعض الوقت عندما يتم غمس اليد وتظل ثابتة                                             |
| 20    |    | حرارة الحمام الذي يصبح فيه الشمع السائل صلبًا ببطء ويفترض الشفافية                                                            |
| 24    | 2  | حرارة الحمام الذي يذوب فيه الشمع الصلب ويحفظ في حالة سائلة دون غليان                                                         |
| 28    | 2¼ | نقطة وسيطة بين درجة غليان الماء ونقطة انصهار الشمع                                                                           |
| 34    |    | الحرارة التي يغلي عندها الماء بشدة (تُعطى درجة الحرارة التي يبدأ عندها الماء في الغليان كقيمة إضافية في الوصف، مثل 33)        |
| 40    |    | نقطة انصهار سبيكة من جزء واحد من الرصاص وأربعة أجزاء من القصدير وخمسة أجزاء من البزموت                                       |
| 48    | 3  | نقطة انصهار سبيكة من أجزاء متساوية من البزموت والقصدير                                                                       |
| 57    | 3¼ | نقطة انصهار سبيكة من جزء واحد من البزموت وجزئين من القصدير                                                                   |
| 68    | 3½ | نقطة انصهار سبيكة من جزء واحد من البزموت وثمانية أجزاء من القصدير                                                            |
| 81    |    | نقطة انصهار البزموت |
| 96    | 4  | نقطة انصهار الرصاص |
| 114   | 4¼ | حرارة الأجساد التي بالكاد يمكن رؤيتها متوهجة في الليل                                                                        |
| 136   | 4½ | حرارة الأجساد التي يمكن رؤيتها متوهجة من الشفق                                                                               |
| 161   |    | حرارة الأجسام التي يمكن رؤيتها متوهجة في ضوء النهار                                                                          |
| 192   | 5  | تتوهج حرارة الحديد بأكبر قدر ممكن من السطوع                                                                                  |

## روابط خارجية
- صورة من لوحة دعم ميزان الحرارة العتيقة ج. 1758 — تمييزه بأربعة مقاييس؛ الأول هو نيوتن.